# Red Chillies Entertainment
Red Chillies Entertainment es una compañía india de producción y distribución de películas creada por Shahrukh Khan y su esposa Gauri Khan en 2003. Se transformó de la extinta Dreamz Unlimited.
Con sede en Bombay, Red Chillies Entertainment ha formado un estudio cinematográfico completo en la India. Las actividades del estudio abarcan todo el desarrollo creativo, producción, comercialización, distribución, licencias, comercialización y distribución de películas en India y en todo el mundo. También son una empresa líder en efectos visuales. A lo largo de los últimos años, Red Chillies ha adquirido los derechos de varias películas de Bollywood.
Además de la producción cinematográfica, RCE tiene un estudio de efectos visuales conocido como Red Chillies VFX, que se considera la compañía líder de efectos visuales de la India. Comenzó en 2005. La compañía también tiene una participación del 55% en el equipo de cricket Kolkata Knight Riders de la Liga Premier de India, Trinbago Knight Riders de la Caribbean Premier League y Cape town Knight Riders de la T20 Global League.
Sanjiv Chawla fue el ex CEO de la compañía, mientras que Gauri Khan es la productora. En febrero de 2013, Venky Mysore, el CEO de Kolkata Knight Riders asumió también la responsabilidad adicional como jefe de Red Chillies Entertainment.